# Luísa da Prússia (1770–1836)
Frederica Doroteia Luísa Filipina da Prússia (em alemão: Friederike Dorothea Luise Philippine von Preußen; 24 de maio de 1770 - 7 de dezembro de 1836), foi um membro da Casa de Hohenzollern. Era a segunda filha do príncipe Augusto Fernando da Prússia, irmão mais novo do rei Frederico II, e da sua esposa e sobrinha, a marquesa Isabel Luísa de Brandemburgo-Schwedt. Luísa e o seu marido, o príncipe Antoni Radziwiłł eram conhecidos pelo seu apoio à música, bem como pela sua importante posição na sociedade de Berlim. Luísa também é conhecida por ser mãe de Elisa Radziwill, um amor de infância do futuro imperador Guilherme I da Alemanha, cujo desejo de casar com ela foi desencorajado devido à sua baixa posição social.

## Primeiros anos
A princesa Luísa nasceu no dia 24 de maio de 1770, no Ordenspalais, o palácio da Ordem de São João, que era encabeçada pelo seu pai, o príncipe Augusto Fernando. No entanto, o seu pai biológico pode ter sido o conde Friedrich Wilhelm Carl von Schmettau. O seu nascimento foi um desapontamento para a sua família, uma vez que o seu irmão mais velho, o príncipe Frederico Henrique, era o único herdeiro Hohenzollern para o trono do seu tio Frederico, o Grande. Apesar disso, o seu pai era muito dedicado a ela e enchia-a de atenções, enquanto a sua mãe mostrava pouco afecto. Luísa acabaria por ter seis irmãos, cinco rapazes e uma rapariga. Viviam no Friedrichsfelde em Berlim.
Quando cresceu, Luísa passou a ter uma governanta luterana, Frau von Bielfeld. A sua filha Lisette era três anos mais velha e foi uma grande amiga de Luísa. Lisette fez com que Luísa se interessasse por romances muito antes das raparigas da sua idade. Bielfeld era muito educada, mas morreu cinco anos depois, em Outubro de 1782. Apesar da atenção que Frau von Bielfeld colocou na educação de Luísa, os seus estudos foram negligenciados e ela acabaria por esquecer grande parte do que tinha aprendido. Em consequência, Bielfeld despediu-se pouco depois de morrer e foi substituída, por sua própria indicação, por uma governanta de trinta anos do campo, Fraulein von Keller. Luísa e Keller deram-se logo muito bem. Anteriormente, Bielfeld tinha achado mais fácil fazer ela própria os trabalhos de casa de Luísa para o mostrar aos pais dela, o que fazia com que Luísa progredisse muito pouco na prática. Keller, por outro lado, tinha uma educação mais simples e interessava-se por obter uma instrução melhor, o que acabou por fazer crescer o gosto de Luísa pelo estudo.

### Pretendentes de casamento

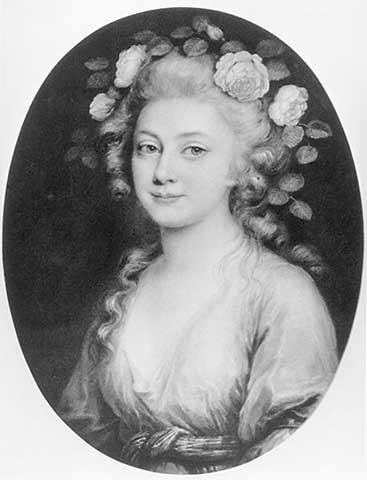
Luísa da Prússia

Como sobrinha do rei Frederico, o Grande, falava-se muito dos possíveis pretendentes de Luísa. Um destes candidatos foi o príncipe Maximiliano da Baviera, herdeiro-presumível do príncipe-eleitor Carlos Teodoro da Baviera. O príncipe-eleitor enviou um embaixador a Friedrichsfelde em 1785, muito provavelmente para inspeccionar o aspecto físico e personalidade da princesa. Contudo, Luísa acabaria por ser considerada demasiado nova, uma vez que o príncipe Maximiliano se queria casar até ao final do ano. Da mesma forma, o seu pai recusava separar-se dela até Luísa completar dezoito anos de idade. Pouco depois, Maximiliano casou-se com a condessa Augusta Guilhermina de Hesse-Darmstadt.
Outro candidato possível foi o príncipe Frederico, duque de Iorque e Albany, segundo filho do rei Jorge III do Reino Unido, que visitou Berlim em 1786 para assistir a manobras militares. Contudo, esta possibilidade nunca chegou a lado nenhum, uma vez que, pouco depois, surgiu o rumor de que o príncipe se queria casar com uma prima de Luísa, a princesa Frederica Guilhermina. Por seu lado, Luísa comentou sobre o caso do duque de Iorque o seguinte: "Faltava-me charme e elegância, era desajeitada por causa da minha timidez excessiva, estava pouco preparada para suplantar a minha prima. O duque era um homem muito bonito (...)". Frederico acabaria por se casar com outra parente de Luísa, a princesa Frederica Carlota, filha do seu primo, o rei Frederico Guilherme II da Prússia.

### Casamento e descendência
Em abril de 1795, o príncipe Michał Hieronim Radziwiłł e a esposa visitaram Berlim na companhia da sua filha Christina e do filho Antoni. A 1 de maio, foram apresentados à corte real no Palácio de Bellevue. A família Radziwiłł era de origens polacas e católicas e pertencia a uma das dinastias mais antigas e conceituadas da Polónia, bem como uma das mais ricas. Eram grandes favoritos dos pais de Luísa e jantavam com frequência no seu palácio. À medida que o tempo passava, Luísa e Antoni começaram a mostrar o desejo de se casarem. Embora muitos membros da sua família estivessem a favor da união, a mãe de Luísa, que nunca lhe foi muito chegada, mostrou-se contra. Posteriormente, os seus pais acabaram por consentir a união desde que o casal se mudasse para perto deles durante o casamento.
O seu primo, o rei Frederico Guilherme II da Prússia, também deu o seu consentimento, agradando-lhe o facto de o casal assentar em Berlim. Contudo, enquanto se faziam os preparativos para o noivado, Frederico Guilherme, que tinha concordado rapida e alegremente com o casamento, começou, de forma surpreendente, a atrasar a sua correspondência durante vários dias. Quando enviou finalmente uma carta, escreveu que, uma vez que o príncipe Anton não pertencia a uma casa soberana, não poderia sancionar uma cerimónia de noivado. Os pais de Luísa ficaram furiosos e acusaram os conselheiros do rei pela sua mudança de opinião. Numa outra carta, o rei acabaria por afirmar o seu apoio pelo casamento, dizendo que se tinha sentido pressionado pela importância dada pelos seus ministros à etiquete e cerimónia tradicionais.
Em 1796, Luísa casou-se por amor com o príncipe Antoni Radziwiłł. Apesar de a família dele ter uma posição importante e uma grande fortuna, o casamento foi considerado desigual para a Casa de Hohenzollern. A princesa sueca Edviges de Holsácia-Gottorp, descreveu o casal e a opinião que, na altura da sua visita, em 1798, pairava em Berlim sobre o casamento:
"É uma mulher sagaz e talentosa, uma tradicional 'grande dame' francesa. Achei particularmente interessante conhecê-la, uma vez que o nosso falecido rei tinha estado apaixonado por ela e, por isso, poderia ter sido nossa rainha caso o rei tivesse ficado viúvo. O seu marido tem meios, mas parece um lacaio. A união foi uma má combinação, mas uma vez que estavam apaixonados um pelo outro, e já que ele era rico, foi permitido avançar. Contudo, o rei, a rainha e toda a família real detestam-na por causa deste casamento que, de acordo com as más-línguas, foi necessário para evitar um escândalo."
O casal teve sete filhos:
1. Wilhelm Paweł Radziwiłł (19 de março de 1797 - 5 de setembro de 1870), general prussiano.# Ferdynant Fryderyk Radziwiłł 913 de agosto de 1798 - 9 de setembro de 1827), morreu aos vinte-e-nove anos de idade.
2. Bogusław Fryderyk Radziwiłł (3 de janeiro de 1809 - 2 de janeiro de 1873), casado com Leontyna Gabriela Clary et Aldringen.
3. Władysław Radziwiłł (1811 - 1831), morreu aos vinte anos de idade.
4. Eliza Fryderyka Radziwiłł (28 de outubro de 1803 - 27 de agosto de 1834), noiva do príncipe Frederico de Schwarzenberg, mas o noivado foi rompido.
5. Wanda Augusta Wilhelmina Radziwiłł (29 de janeiro de 1813 - 16 de setembro de 1845), casada com Adam Konstanty Czartoryski.

### Últimos anos

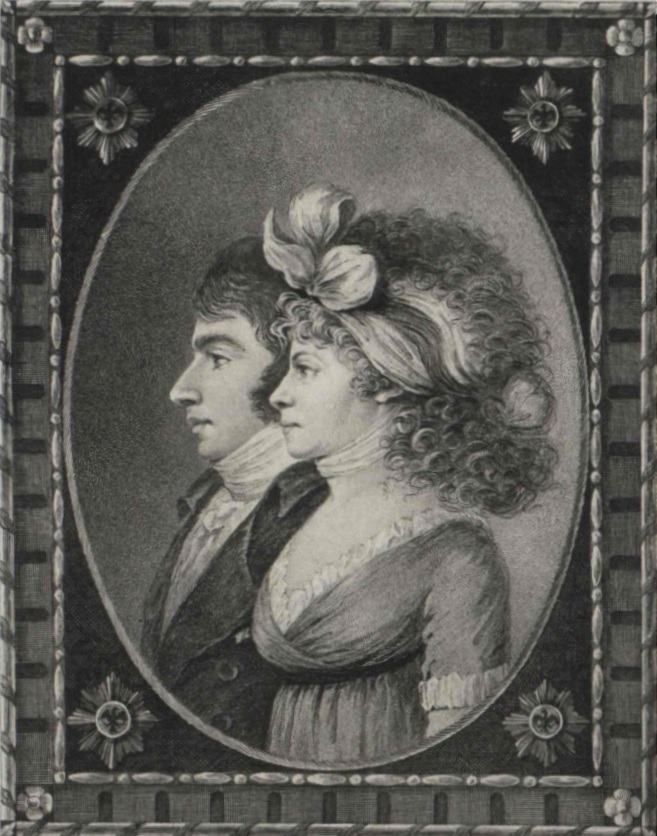
Luísa com o marido

A família crescente vivia no Palácio Radziwill em Berlim. Luísa era uma esposa feliz e as soirées e banquetes do casal tinham fama de ser os mais divertidos da Prússia. Anton era um excelente músico e patrocinou os melhores artistas da época. Luísa partilhava ternamente os seus interesses. Um convidado comentou sobre a jovem família numa visita a Berlim:
"Na quinta-feira à noite visitei pela primeira vez a princesa Luísa, que me recebe todas as noites. A princesa é muito amada por aqui e é uma pessoa que faz sociedade. É feia, mas muito agradável e sem qualquer altivez. O seu marido, o príncipe Radziwill, é o homem mais agradável que já vi por aqui e o casal tem muitos filhos bonitos, principalmente uma menina de dez anos que é a criatura mais graciosa que já vi na vida e que se ligou muito a mim. A mais nova, uma bebé de nove meses, é linda."
Luísa, tal como muitas outras senhoras da alta sociedade, visitou hospitais e tratou de soldados durante as Invasões Napoleónicas. Também fez muitos sacrifícios com o resto da família, nomeadamente o fim das viagens de e para Berlim, uma vez que os seus cavalos foram enviados para o exército prussiano.
Em 1815, o marido de Luísa foi nomeado duque-governador do ducado de Posen, para onde se mudou com a família. Luísa participou em várias causas sociais. A administração de Anton foi desastrosa e o duque não conseguiu impedir a germanização da região, uma vez que ficou dividido entre os seus súbditos polacos e as autoridades prussianas. Pouco antes do rebentar do Levante de Novembro, Anton perdeu todos os seus poderes, o ducado foi abolido e a sua autonomia terminou, sendo directamente incorporado à Prússia, onde recebeu o nome de província de Posen. Anton regressou ao seu palácio em Berlim, onde morreu a 7 de abril de 1833. Foi enterrado na Catedral de Poznań. Os seus filhos com a princesa Luísa sentiam-se alemães, por isso nunca regressaram a Poznań, contudo, como donos da mansão Nieborów, perto de Varsóvia, e de várias propriedades em territórios que hoje em dia pertencem à Bielorrússia, visitavam outras partes da Polónia com frequência. Luísa morreu três anos depois do marido, a 7 de dezembro de 1836.

## Relação da sua filha Elisa com Guilherme I
Os seus filhos foram educados como católicos, enquanto que as suas filhas receberam uma educação mais virada para o calvinismo, a religião de Luísa. As crianças foram criadas juntamente com os seus primos Hohenzollern, uma vez que tinham quase a mesma idade. O seu filho mais velho tornou-se companheiro de brincadeiras do príncipe Guilherme, futuro imperador da Alemanha. Guilherme viveu durante algum tempo em Königsberg onde se aproximou muito de Eliza, uma vez que foi ela quem o consolou quando o príncipe perdeu a mãe em 1810. Quando ela cresceu, Guilherme expressou o seu desejo de se casar com ela. Para melhorar a posição de Eliza, surgiram rumores de que a jovem seria adoptada pelo czar Alexandre I da Rússia, que não tinha filhos, ou pelo seu tio, o príncipe Augusto da Prússia, mas nenhum dos planos conseguiu conquistar o apoio de todos os lados envolvidos. Os intelectuais da corte prussiana também investigaram os antepassados de Eliza, na esperança de encontrar uma ligação aos reis polacos, mas também não tiveram sucesso. Assim, o desejo para um casamento foi negado pelo rei Frederico Guilherme III, uma vez que Eliza não possuía uma posição suficientemente alta, apesar da posição da sua mãe. A opção da adopção também não seria suficiente, uma vez que que tal não mudaria "o sangue" de Eliza. Outro factor determinante foi a influência dos parentes de Mecklemburgo da falecida rainha Luísa nas cortes da Alemanha e da Rússia, que não gostavam do pai de Eliza e estavam contra o casamento. Além do mais, Eliza não era considerada real o suficiente devido ao facto de o seu pai não ser um príncipe reinante.
Assim, em junho de 1826, o pai de Guilherme sentiu-se obrigado a pedir a renunciação de um possível casamento com Elisa. Guilherme passou os meses seguintes à procura de uma noiva mais adequada, mas não conseguiu romper os seus laços emocionais com Eliza. Foi enviado para a corte de Wemar, onde se casou com a princesa Augusta de Saxe-Weimar-Eisenach, catorze anos mais nova, no dia 11 de junho de 1829. O casamento foi infeliz. Guilherme viu a sua prima pela última vez em 1829. Eliza morreu cinco anos depois de tuberculose e nunca se casou.

## Genealogia
| Luísa da Prússia | Pai: Augusto Fernando da Prússia          | Avô paterno: Frederico Guilherme I da Prússia            | Bisavô paterno: Frederico I da Prússia                   |
| Luísa da Prússia | Pai: Augusto Fernando da Prússia          | Avô paterno: Frederico Guilherme I da Prússia            | Bisavó paterna: Sofia Carlota de Hanôver                 |
| Luísa da Prússia | Pai: Augusto Fernando da Prússia          | Avó paterna: Sofia Doroteia de Hanôver                   | Bisavô paterno: Jorge I da Grã-Bretanha                  |
| Luísa da Prússia | Pai: Augusto Fernando da Prússia          | Avó paterna: Sofia Doroteia de Hanôver                   | Bisavó paterna: Sofia Doroteia de Brunsvique-Luneburgo   |
| Luísa da Prússia | Mãe: Isabel Luísa de Brandemburgo-Schwedt | Avô materno: Frederico Guilherme de Brandemburgo-Schwedt | Bisavô materno: Filipe Guilherme de Brandemburgo-Schwedt |
| Luísa da Prússia | Mãe: Isabel Luísa de Brandemburgo-Schwedt | Avô materno: Frederico Guilherme de Brandemburgo-Schwedt | Bisavó materna: Joana Carlota de Anhalt-Dessau           |
| Luísa da Prússia | Mãe: Isabel Luísa de Brandemburgo-Schwedt | Avó materna: Sofia Doroteia da Prússia                   | Bisavô materno: Frederico Guilherme I da Prússia         |
| Luísa da Prússia | Mãe: Isabel Luísa de Brandemburgo-Schwedt | Avó materna: Sofia Doroteia da Prússia                   | Bisavó materna: Sofia Doroteia de Hanôver                |